# Bundesautobahn 5

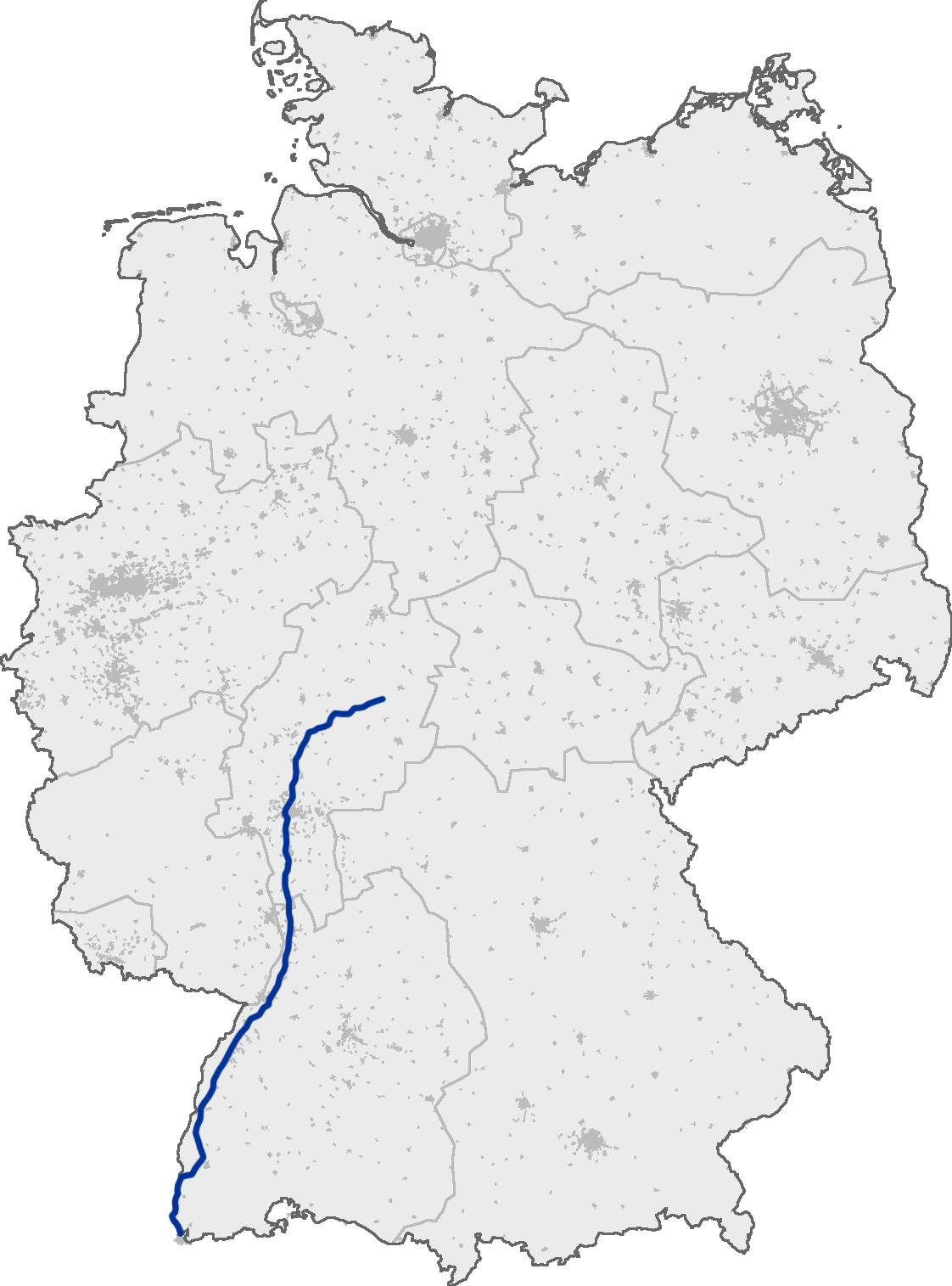
Mapa da localização da auto-estrada A 5 in Deutschland

Bundesautobahn 5 (em português: Auto-estrada Federal 5) ou A 5, é uma auto-estrada na Alemanha.
A Bundesautobahn 5 tem 445 km de comprimento.

## Estados
Estados percorridos por esta auto-estrada:
- Hessen
- Baden-Württemberg